# Juazeirinho
Juazeirinho là một đô thị thuộc bang Paraíba, Brasil. Đô thị này có diện tích 467,526 km², dân số năm 2007 là 15727 người, mật độ 33,6 người/km².